# Музей Темпло майор

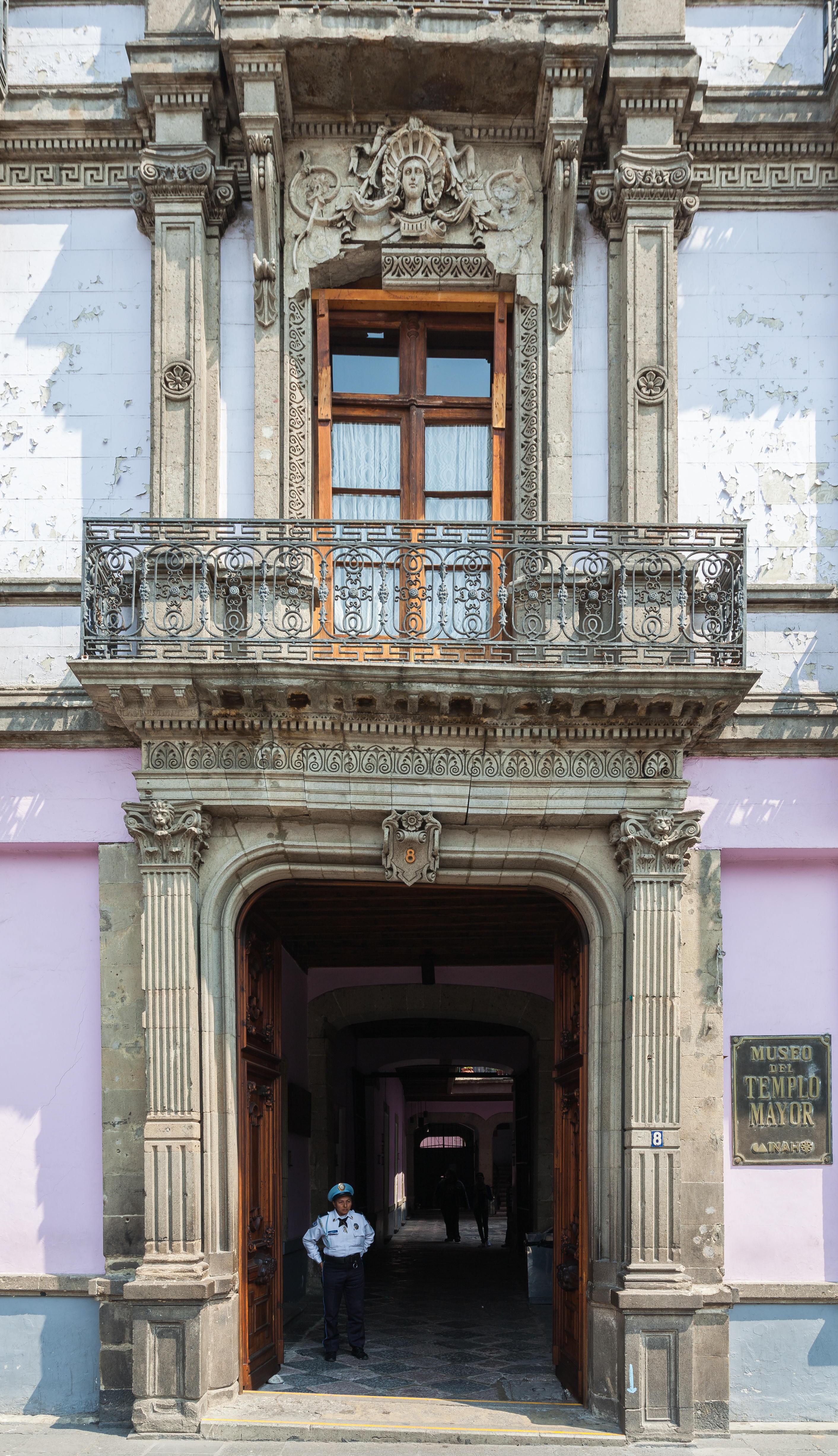
Вхід до музею "Templo Mayor"

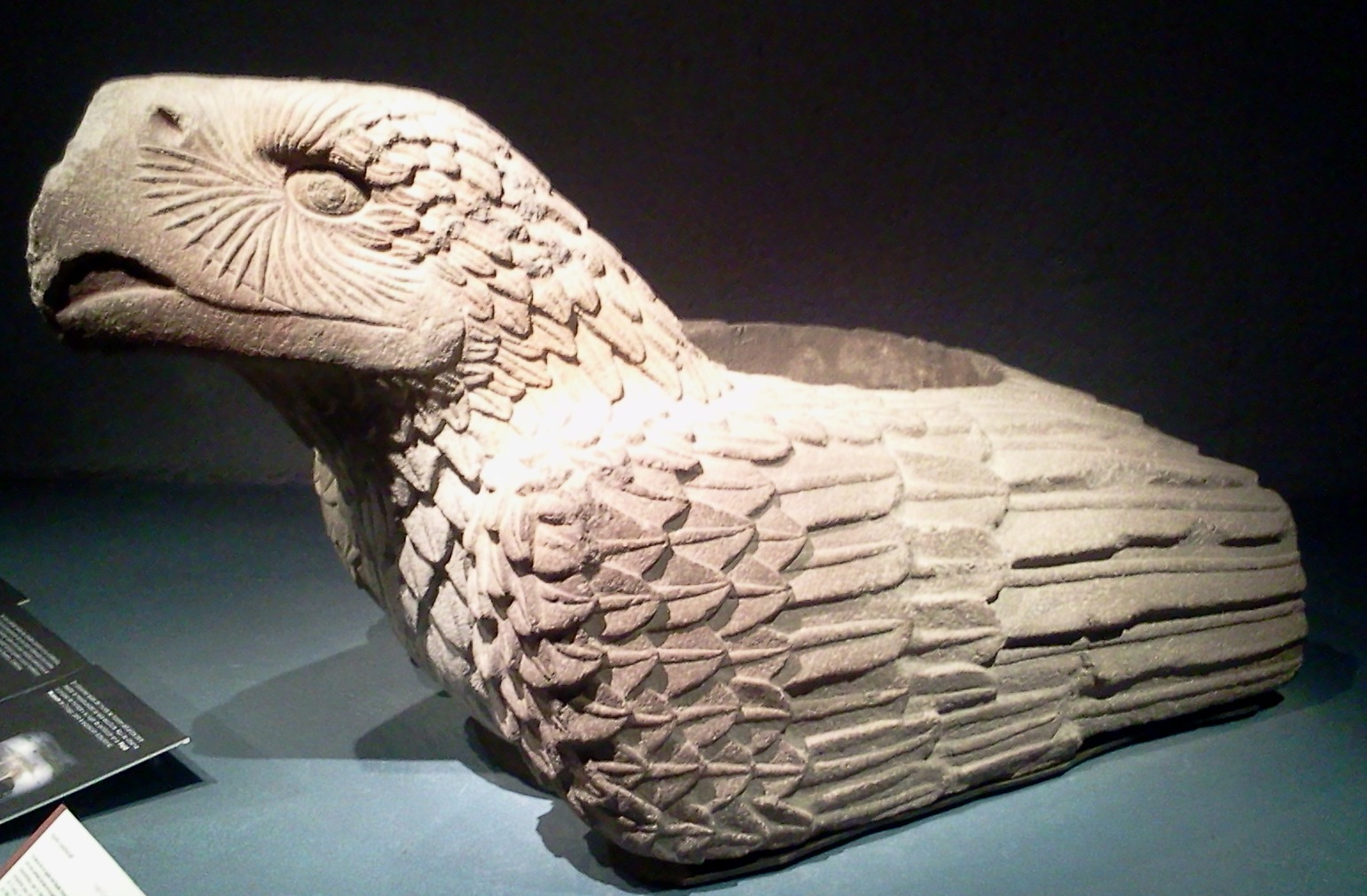
Орел Койольшаукі з Темпло Майор

Музей Темпло Майор (ісп. Templo Mayor — «великий храм») — унікальний музей в історичному центрі столиці Мексики міста Мехіко. Мета музею — ознайомити відвідувачів зі знахідками археологічних розкопок Темпло Майор, одного з головних храмів ацтеків, побудованого приблизно у 1325 році. Темпло Майор до початку XVI століття став релігійним центром усіх ацтеків, що проживали на території Мексики.

## Історія
Музей Темпло Майор відкрив свої двері 12 жовтня 1987 року і отримав понад тринадцять мільйонів відвідувачів. Його створення було результатом археологічних розкопок, які проводилися протягом першого сезону проєкту "Темпло Майор" у період між 1978 та 1982 роками. Дослідження почали Педро Рамірез Васкес та Хорхе Рамірез Кампусано під керівництвом Едуарда Матоса Монтесуми. Ці розкопки, які проводилися в рамках проєкту "Темпло Майор", призвели до відкриття надзвичайної колекції, що налічує понад 7000 артефактів, а також залишки Великого Храму Теночтітлан та деяких навколишніх будівель. Ці дослідження стали вихідним пунктом для ініціативи створення музею з метою представлення цієї унікальної колекції широкому загалу. Експозиція музею налічує близько 120 експонатів, серед яких одним із найвизначніших є величезний моноліт богині місяця Койольшаукі. 

## Зали музею
Музей налічує 8 тематичних залів:
- Від Коатлікуе до Темпло Майор

Знахідки та дослідження у Темпло Майор від 1790 року, коли було знайдено Камінь сонця та статую Коатлікуе.
- Ритуали та жертвоприношення

Об'єкти, що пов'язані з поховальними ритуалами, релігійними церемоніями, та людськими жертвоприношеннями.
- Данина та торгівля

Торгівля з іншими народами та данина, яку отримували ацтеки.
- Уїцилопочтлі

Об'єкти, пов'язані з культом бога війни, Уїцилопочтлі або «сонячного колібрі».
- Тлалок

Об'єкти, пов'язані з богом дощу та врожайності землі.
- Флора та фауна

Залишки тварин та рослин.
- Сільське господарство

Об'єкти, що демонструють важливість сільського господарства для ацтеків.
- Історична археологія

Об'єкти, що належать до періоду від початку іспанських завоювань до XX століття.